# Sewall Wright
Sewall Green Wright (21 tháng 12 năm 1889 - 3 tháng 3 năm 1988) là nhà sinh học người Mỹ. Ông là một trong những người xây dựng thuyết tiến hóa tổng hợp. Ông là một trong những nhà khoa học đi tiên phong trong lĩnh vực di truyền học quần thể và xây dựng nền tảng của tiến hóa theo thống kê mạnh. Nhờ đó, những mâu thuẫn sai lầm giữa chọn lọc tự nhiên, đột biến di truyền và di truyền Mendel được hòa giải